# Héctor Gutiérrez
Héctor Enrique Gutiérrez Ramírez (ur. 29 sierpnia 1986 w Toluce) – meksykański piłkarz występujący na pozycji defensywnego pomocnika, obecnie zawodnik Cruz Azul.

## Kariera klubowa
Gutiérrez jako siedemnastolatek dołączył do drużyny juniorskiej klubu Cruz Azul z siedzibą w stołecznym mieście Meksyk. Do treningów seniorskiego zespołu został włączony w wieku dziewiętnastu lat przez argentyńskiego szkoleniowca Rubéna Omara Romano i w meksykańskiej Primera División zadebiutował 26 listopada 2005 w zremisowanym 0:0 spotkaniu z Pachucą. W wiosennych rozgrywkach Clausura 2008 zdobył ze swoją drużyną tytuł wicemistrza Meksyku i sukces ten powtórzył również odpowiednio pół roku i półtora roku później, czyli w sezonach Apertura 2008 i Apertura 2009. Dwukrotnie docierał także do dwumeczu finałowego najbardziej prestiżowych rozgrywek kontynentu, Ligi Mistrzów CONCACAF – podczas sezonów 2008/2009 i 2009/2010. Nie potrafił sobie jednak wywalczyć miejsca w pierwszym zespole Cruz Azul i występował niemal wyłącznie w drugoligowych rezerwach klubu – Cruz Azul Hidalgo. Szansę regularnych występów otrzymał dopiero wiosną 2012 od trenera Enrique Mezy, wskutek kontuzji kapitana klubu Gerardo Torrado, jednak po jego powrocie do zdrowia ponownie zaczął pełnić rolę rezerwowego.
| Sezon     | Klub      | Kraj   | Rozgrywki        | Mecze | Bramki |
| --------- | --------- | ------ | ---------------- | ----- | ------ |
| 2005/2006 | Cruz Azul | Meksyk | Primera División | 1     | 0      |
| 2006/2007 | Cruz Azul | Meksyk | Primera División | 0     | 0      |
| 2007/2008 | Cruz Azul | Meksyk | Primera División | 0     | 0      |
| 2008/2009 | Cruz Azul | Meksyk | Primera División | 2     | 0      |
| 2009/2010 | Cruz Azul | Meksyk | Primera División | 9     | 0      |
| 2010/2011 | Cruz Azul | Meksyk | Primera División | 12    | 0      |
| 2011/2012 | Cruz Azul | Meksyk | Primera División | 21    | 0      |
| 2012/2013 | Cruz Azul | Meksyk | Primera División |       |        |